# 鱼国
鱼国（?—?），为西周和春秋早期小型诸侯国，故址在鱼复（今重庆奉节白帝城）周成王时，鱼国人参加洛邑之会。
鱼国为春秋时庸国属国。前612年（鲁文公十五年、楚庄王二年），楚军进攻庸国，到达庸国的方城。开始楚军七次接战都败走，蛮人中只有裨、鯈、鱼人追赶楚军。楚国灭庸国，巴国乘机灭亡鱼国。

## 資料來源
1. ↑  唐·杜佑《通典·州郡》：“夔州：春秋时为鱼国，后属楚。”
2. ↑  《逸周书·王会》：“其西，鱼复(献)钟鼓、钟牛。
3. ↑  《左传·文公十六年》
4. ↑  《巴志》：“群蛮从楚子盟。遂灭庸而分其地。巴得鱼国邑。”